# Jekatierina Gusiewa
Jekatierina Konstantinowna Gusiewa, ros. Екатерина Константиновна Гусева (ur. 9 lipca 1976 w Moskwie) – rosyjska aktorka filmowa i teatralna. 

## Życiorys
Absolwentka Instytutu Teatralnego im. Borisa Szczukina. W latach 1997–2001 grała w moskiewskim teatrze U Nikitskich Worot. Wystąpiła w roli Kati Tatarinowej w pierwszym rosyjskim musicalu Nord-Ost. Była pierwszą aktorką z Rosji, którą zaproszono na festiwal gwiazd musicalowych, odbywający się w Norwegii (Big Musical Gala). Obecnie występuje w teatrze Mossowietu. Została umieszczona w księdze rekordów Rosji po tym, jak zaśpiewała w czasie ekspedycji na Biegun północny, przy temperaturze poniżej 40 °C.
W filmie zadebiutowała w 1997, rolą Diny w filmie Zmiejnyj istocznik. W 1998 wystąpiła w polskim filmie fabularnym Billboard w reż. Łukasza Zadrzyńskiego. Wystąpiła w 30 filmach fabularnych.

## Filmografia

### Filmy fabularne
- 1997: Źródło węży jako Dina
- 1998: Billboard jako Tania
- 2002: Intymne życie Sebastiana Bachowa jako Katia
- 2003: Niebo i ziemia jako stewardesa Marina Szwedowa
- 2004: Kursanci jako pielęgniarka Liza
- 2006: On, ona i ja jako Masza Arseniewa
- 2007: Dziękuję za miłość jako Lara
- 2008: Gorący lód jako Natalia Trofimowa
- 2008: Ocalcie nasze dusze jako Chruniczewa
- 2009: Gdybym cię kochał jako Tania
- 2009: Człowiek, który wiedział wszystko jako Irina
- 2009: Fotograf jako Anna Litwak
- 2009: Trzy dni w Paryżu jako Polina
- 2011: Złota rybka w mieście N jako Marusia
- 2012: Brigada-2 jako Olga Biełowa

### Seriale telewizyjne
- 2002: Brygada jako Olga Biełowa
- 2004: Kursanty jako pielęgniarka Lisa
- 2005: Jesienin jako Augusta Miklaszewska
- 2005: Polowanie na jelenia jako Irina
- 2014: Talianka jako Tatiana